# Petriolo
Petriolo település Olaszországban, Marche régióban, Macerata megyében. Lakosainak száma 1836 fő (2023. január 1.). Petriolo Corridonia, Loro Piceno, Tolentino, Mogliano és Urbisaglia községekkel határos.

## Népesség
A település lakossága az elmúlt években az alábbi módon változott:
| Lakosok száma | 1996 | 1957 | 1836 |
|               | 2017 | 2018 | 2023 |